# Western Water Catchment

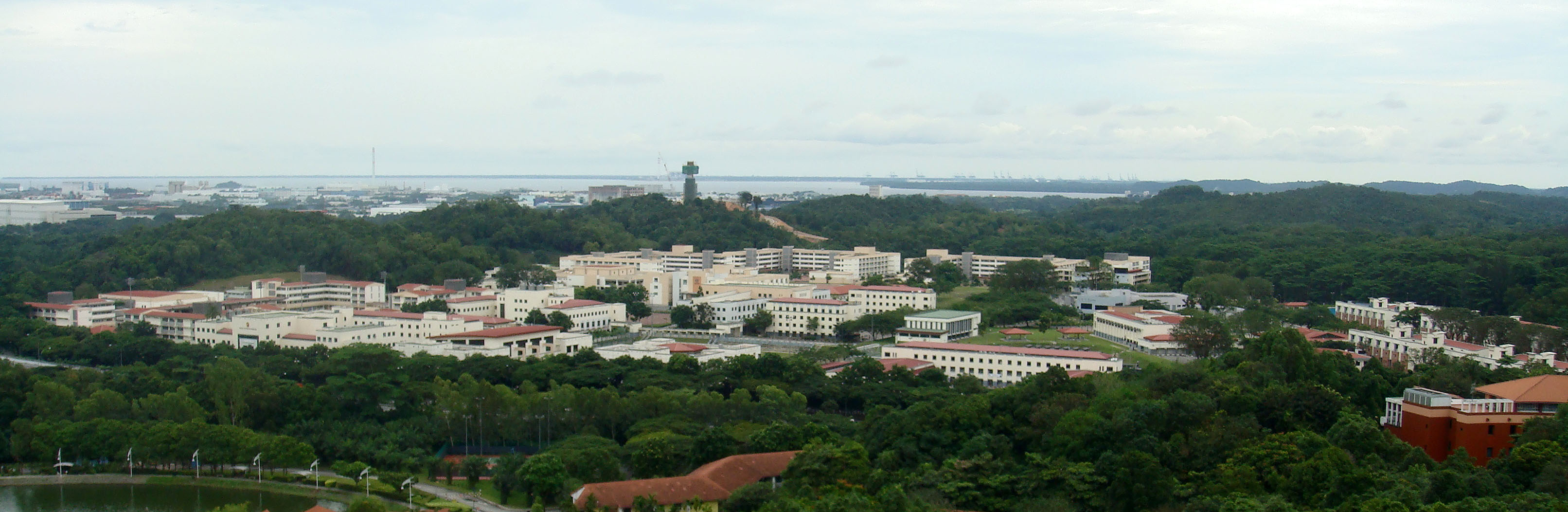
Pasir Laba Camp

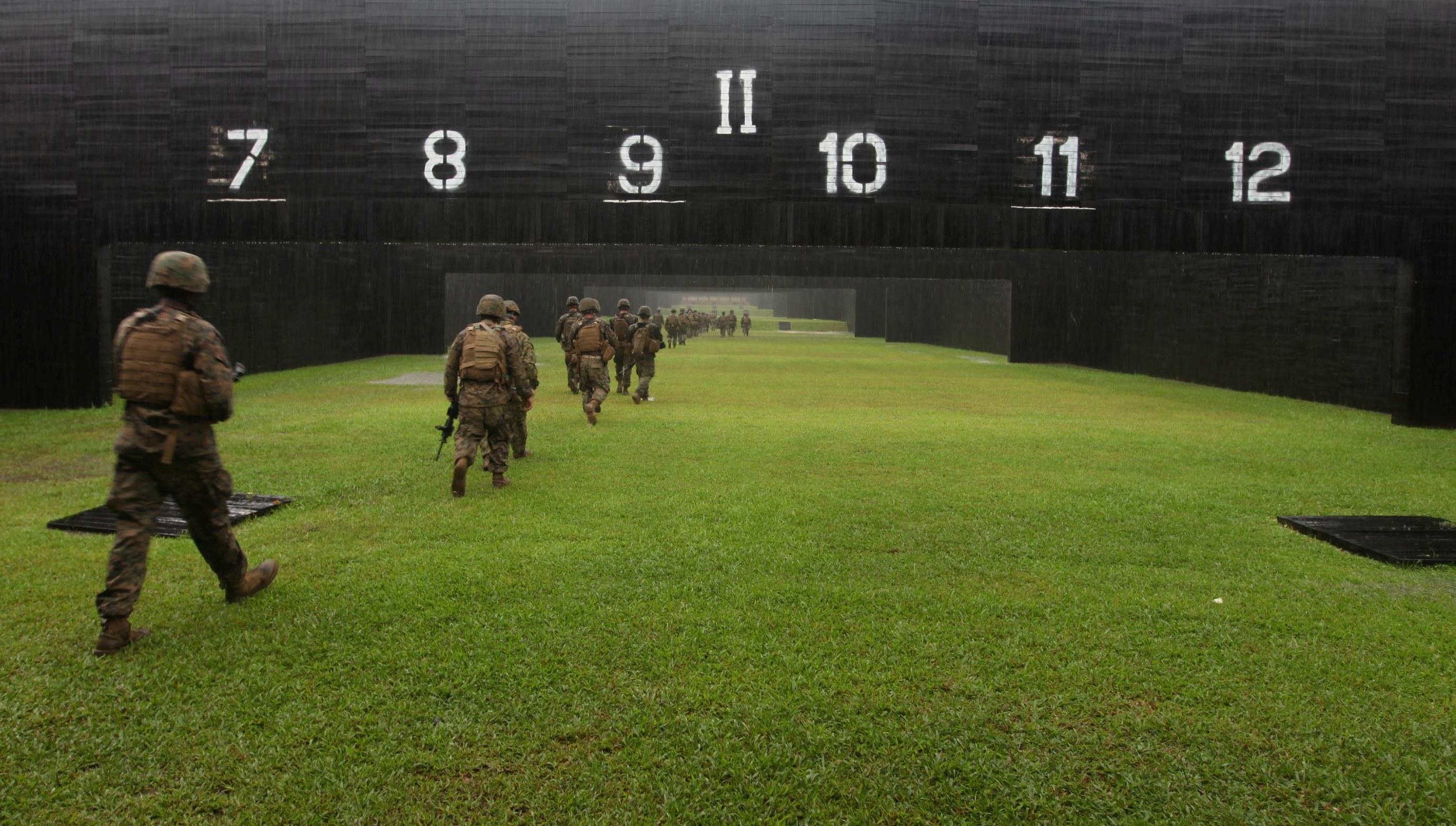
Murai Urban Training Facility

Das Western Water Catchment ist ein Planungsgebiet in der westlichen Region von Singapur. Das Planungsgebiet grenzt im Süden an Tuas und Pioneer, im Osten an Sungei Kadut, Choa Chu Kang und Tengah, im Südosten an Jurong West, im Norden an Lim Chu Kang und im Westen an die Straße von Johor.
Das Gebiet beherbergt derzeit vier Stauseen, Tengeh Reservoir, Poyan Reservoir, Murai Reservoir und Sarimbun Reservoir. Das westliche Wassereinzugsgebiet ist auch ein Schießstandort, in dem die Streitkräfte Singapurs es zu Ausbildungszwecken einsetzen. Es ist auch ein Sperrgebiet, in dem alle Mitglieder der Öffentlichkeit außer Militärpersonal aus dem Pasir Laba Camp (Süd) und dem Sungei Gedong Camp (Nord) Zutritt haben.
Das SAFTI Live Firing Area wurde 1968 in Betrieb genommen und 2008 umgebaut. Der östliche Teil wurde 2002 in Betrieb genommen und auf die Lim Chu Kang Tracks 11 und 13 ausgeweitet. Es blieb jedoch unbenannt und konnte den Namen 'Murai North' tragen.

## Geschichte
Das SAFTI Live Firing Area wurde 1967 angelegt und ringsum mit 504 Warnschildern in der Nähe markiert. Vor der Errichtung und Überwachung der Brandschutzzone wurden die meisten Bewohner und Bewohner der betroffenen Gebiete nach Boon Lay verlegt, da die dortigen Pionierbewohner und Fabriken in das Jurong-Industriegebiet umgesiedelt wurden und nur wenige Dörfer zurückblieben; Anfang der neunziger Jahre waren alle verschwunden. Am 14. Juli 1968 starben vier Dorfbewohner und neun weitere wurden in der Gegend, in der Kampong Berih, einem der vielen ländlichen Dörfer der Region, angezündet. Sieben weitere Dorfbewohner schlichen sich nach Pasir Laba (an der Küste der Johor-Straße). von Sampans, um Durians und Rambutans von den vielen Obstbäumen im Wald zu pflücken. Diese Dorfbewohner wurden beim Versuch, Früchte zu sammeln, durch Mörsergranaten verletzt. Es gibt viele Fälle von Eindringlingen im Schießstand.
Zahlreiche Militärwachen sind an 11 Eingangsstellen des Lagers Pasir Laba stationiert, um Eindringlinge fernzuhalten. Darüber hinaus sind alle anderen Straßen, die in das Gebiet führen, wie z. B. die im ländlichen Lim Chu Kang-Gebiet, mit einem Gatter versehen und weisen Warnschilder auf, die das Eindringen nicht autorisierter Fahrzeuge verhindern. Nachdem 1995 alle ländlichen Dörfer verschwunden waren, wurden die Namen der ländlichen Dörfer sogar in potenzielle Ortsnamen im SAFTI Live Firing Area wie Wrexham, SAFTI City und Thousand Oaks umbenannt. Im September 2008 haben die Beamten des Training Resource Management Centers (TRMC) die Schilder des Schießstandes in allen vier Amtssprachen Singapurs (Englisch, Chinesisch, Malaiisch und Tamilisch) standardisiert. Im späteren Verlauf des Jahres 2014 fügte TRMC auf dem Schild hinzu: "Nicht ohne Genehmigung über diese Linie hinausgehen - Live Firing in Progress". Auf den jährlichen Hauptversammlungen des Pasir Laba Camps wurde besprochen, wie Eindringlinge in den Schießbereich ferngehalten werden können. Im Jahr 2017 wurden die Zeichen auf "Nicht über diesen Punkt hinausgehen. Live Firing Area - KEEP CLEAR!" Geändert. Das zuvor verwendete Warnbild wurde so geändert, dass es das weithin anerkannte Symbol für die tödliche Gefahr von Totenköpfen mit gekreuzter Knochen darstellt. Diese neuen Schilder sind weit verbreitet in der Nähe der westlichen Ränder der NTU, der Old Choa Chu Kang Road, der Jalan Murai und der Lim Chu Kang Road. Diese Maßnahmen sind jedoch nur teilweise wirksam, und es gibt immer noch viele, die in das beschränkte Truppenübungsgelände eintreten, insbesondere um wilde Früchte wie Durian zu pflücken.

## Armee
Es gibt drei Armeelager im westlichen Wassereinzugsgebiet. Dazu gehören das Pasir Laba Camp, das Choa Chu Kang Camp in Lorong Danau (201 Squadron, wo es Fighter Control, SAM Control, Surveillance, ASP hat) und das Sungei Gedong Camp (HQ Armor). Ein militärisches Luftschiff wird im Rahmen von Tests für den Einsatz in Singapur an das Lager angebunden. Darüber hinaus gibt es im westlichen Wassereinzugsgebiet verschiedene Armee-Schießstände - Multi-Mission Range Complex, MATADOR Range, M203 Range, mehrere SAFTI-Bereiche und Poyan 300m Range. Es gibt einige Hügel in Pasir Laba. Sie sind Peng Kang Hill, FOFO Hill, Bunker Hill und Elephant Hill.
In der Region Murai gibt es die Murai Urban Live Firing Facility (MULFAC), die Murai Urban Training Facility (MUTF) und MEXCON. Diese werden im Rahmen des Neuausrichtungsprojekts der Lim Chu Kang Road für die erweiterte Tengah Airbase betroffen sein, und die neue SAFTI City wird ebenfalls gebaut. Die Lim Chu Kang Road zwischen der Neo Tiew Road und der Old Choa Chu Kang Road wird entfernt und für die erweiterte Tengah Airbase übergeben.
Das Pasir Laba Camp ist über die Pasir Laba Road erreichbar, während das Sungei Gedong Camp über die Sungei Gedong Road, die Sarimbun Avenue und Jalan Bahtera erreichbar ist. Die Grenze des Live-Schießgebiets wird durch die Straße von Johor, den Tengeh-Stausee (Fluss), die Kreuzung von Raffles Golf Course, Peng Kang-Hügel / Pasir Laba-Lager, PIE, Nanyang Drive, Nanyang-Halbmond, Nanyang Avenue, Jalan Bahar, die imaginäre Grenze begrenzt, Old Choa Chu Kang Road, Grenze des National Shooting Centre, imaginäre Grenze zur städtischen Trainingsanlage Murai, Jalan Murai, Lim Chu Kang Road und Bahtera Track. Bestimmte Teile der Sungei Gedong Road sowie der Old Choa Chu Kang Road sind nur mit Nebenstraßen zugänglich, da die Armeelager in Pasir Laba und Sungei Gedong aus Sicherheitsgründen geschlossen sind. Bei Nebenstraßen sind CCTVs in Betrieb und mit dem Training Resource Management Centre (TRMC) verbunden. An den Toren sind Schilder sichtbar. Für die Lorong Danau sind, obwohl sie von der Nanyang Avenue verbunden ist, nur wenige bis einige Teile für die Öffentlichkeit zugänglich, wobei ein Teil von Jalan Sungei Poyan und das Chua Chu Kang Camp auf 850 m von der Nanyang Avenue beschränkt sind.

### Pasir Laba Camp (SAFTI)
Das SAF Training Institute (SAFTI) wurde seit 1961 in der Pasir Laba Road gebaut, mit Vorbereitungen für den Bau des Gebiets. Es ersetzte 10 Hausbesetzer, die 1960 von der Regierung geräumt wurden und für den Bau des westlichen Hauptquartiers der Singapore Military Forces (SMF), des Trainingsgeländes und der Live-Feuer-Einrichtungen vorgesehen waren. Während des Baus war SAFTI in der Jurong Town Primary School untergebracht. Andere potenzielle Standorte wie Pulau Tekong wurden seit 1963 in Betracht gezogen. SAFTI in der Pasir Laba Road wurde am 18. Juni 1966 eröffnet.
1980 befanden sich mehrere Mietereinheiten wie die School of Infantry Specialists und die School of Infantry Weapons zusammen mit der HQ Infantry am Standort. Die Officer Cadet School erhielt das alleinige Recht auf den Namen "SAFTI", während die anderen Einheiten im sogenannten Pasir Laba Camp untergebracht waren. Das Pasir Laba Camp wurde vom 31. Mai 1986 bis Juni 1995 vorübergehend in SAFTI umbenannt. Mit dem Wachstum der Armee wurden neue Ausbildungszentren wie das Basic Combat Training Centre (BCTC), das People's Defense Force Training Centre und das Infantry Training Centre eingerichtet, um den verschiedenen Anforderungen gerecht zu werden Schulungsbedarf. Am 1. Juli 2004 wurden im Rahmen der Umgestaltung der Armee die drei Zentren zum Infanterie-Ausbildungsinstitut (ITI) zusammengelegt, um das Ausbildungssystem zu verbessern und die Ressourcen durch Zentralisierung zu optimieren. ITI wurde 2008 in das Jurong Camp 2 verlegt. Es bietet bessere Schulungsmöglichkeiten und einen leichteren Zugang zu verschiedenen Schulungsbereichen. BCTC war ursprünglich ein kleines Lager in Pasir Laba, wurde jedoch im Dezember 2009 geschlossen und zum Pasir Laba Munitionsdepot.
Derzeit sind die Ankermieter des Pasir Laba Camps das Hauptquartier TRADOC, die Specialist Cadet School, die SAF Warrant Officer School und der TRMC Operations Room. Es ermöglicht die Kontrolle verschiedener militärischer Trainingsbereiche (Neo Tiew, Neo Tiew HDB, Lim Chu Kang, Ama Keng, Murai, Cemetery North, Wrexham, Jalan Bahar, Poyan Reservoir, Sarimbun Reservoir, Sungei Gedong und Jalan Bahtera) Das HQ Specialist and Warrant Officer Institute, das Army Training Doctrine Command, die School of Infantry Weapons, das SAF Military Intelligence Institute, das 1. Military Intelligence Battalion, das HQ Armor, das 42. Bataillon Singapore Armored Regiment, das 38. Battalion Singapore Combat Engineers und das 23. Signals Battalion können die Einreise gestatten in diese Bereiche. TRMC und TRADOC kontrollieren und unterhalten jedoch auch andere militärische Ausbildungsbereiche. Am 4. Oktober 2013 wurde ein neuer Multi-Mission Range Complex eröffnet, um die Treffsicherheit der Soldaten zu verbessern.

### SAFTI Military Institute

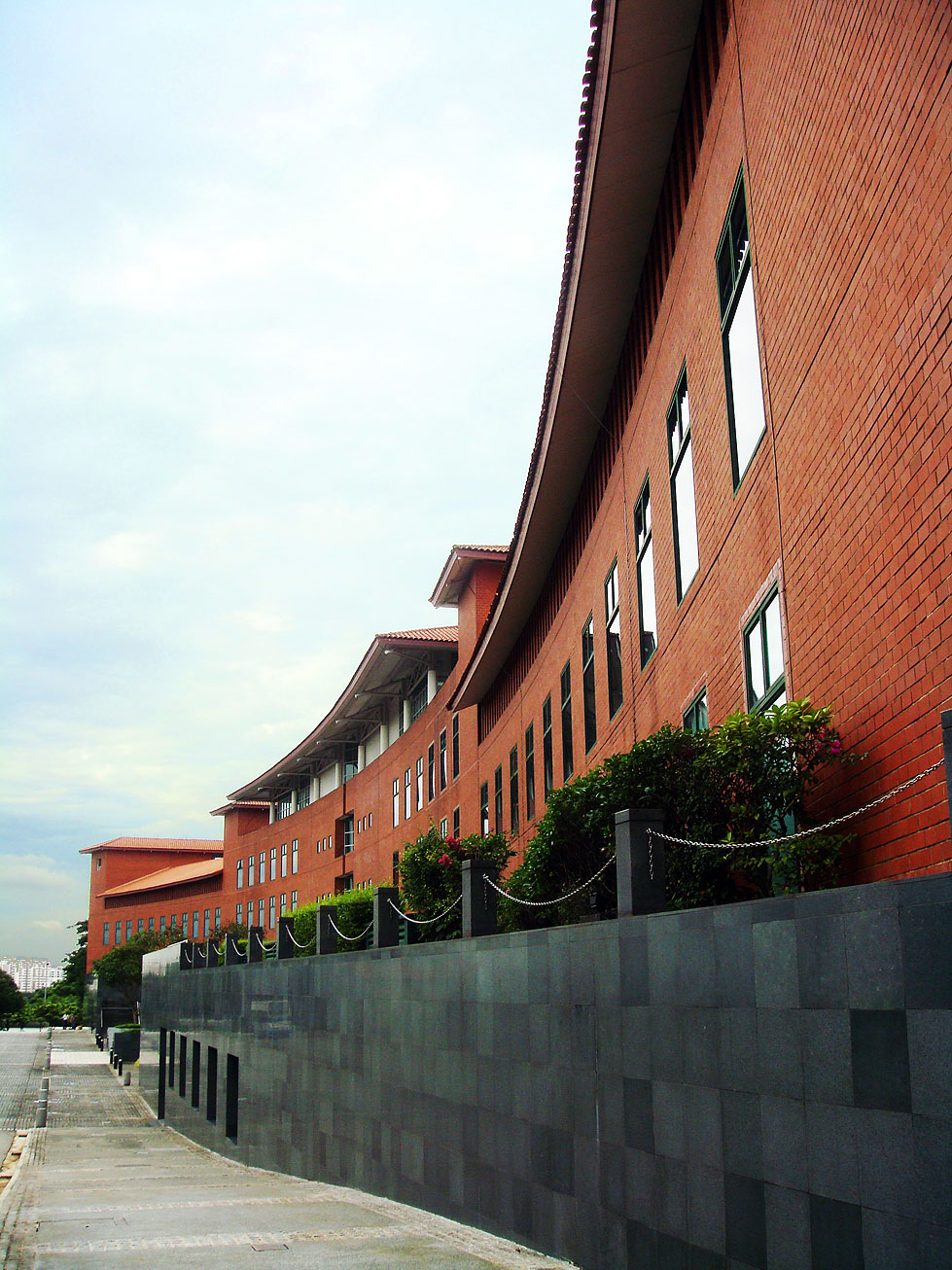
Officer Cadet School

Das SAFTI Military Institute ist eine militärische Einrichtung mit drei Diensten für alle Offiziere der Streitkräfte Singapurs. Es wurde am 25. August 1995 von Goh Chok Tong eröffnet. Offiziere der Armee von Singapur beginnen ihre Ausbildung an der Officer Cadet School, bevor sie in verschiedenen Phasen ihrer Karriere an die SAF Advanced Schools und das Goh Keng Swee Kommando- und Stabskolleg (GKSCSC) gehen.
Obwohl das SAFTI Military Institute eine zusammengeschlossene Einrichtung ist, bezieht es einen Großteil seines Erbes aus dem ursprünglichen Singapore Armed Forces Training Institute (SAFTI), das am 14. Februar 1966 im Pasir Laba Camp offiziell eröffnet wurde. Die Verbindung zur Vergangenheit bleibt sowohl im Namen des neuen Instituts als auch im Namen der Brücke erhalten, die das Pasir Laba Camp mit dem neuen SAFTI MI verbindet. Offiziell SAFTI Link genannt, wird es von Insidern als Link Bridge bezeichnet.
SAFTI MI sollte ursprünglich ein "offenes Lager" wie die United States Military Academy und die United States Naval Academy sein. Vor den Terroranschläge am 11. September 2001 benötigten Zivilisten keine Ausweise oder Sicherheitskontrollen, bevor sie den Komplex betraten. Die einzigen eingeschränkten Bereiche waren die Büros und Wohnräume. Seit den Anschlägen vom 11. September unterliegt die Installation jedoch wie bei anderen Militärbasen Zugangsbeschränkungen, und Sicherheitskontrollen sind für alle Besucher obligatorisch. In diesem Bereich ist kein unbefugtes Fotografieren und Filmen gestattet, während Büros und Wohnräume als rote Zonen ausgewiesen sind, was bedeutet, dass derzeit keine Kamerahandys erlaubt sind.

## Stauseen

### Tengeh Reservoir
Die Südseite des Tengeh Reservoir ist der Raffles Country Club, und die Golfplätze können den Stausee deutlich sehen. Der Bau des Raffles Country Club begann am 29. Oktober 1987. Die Regierung von Singapur hat den zweiten großen Grundstückserwerb für das Projekt getätigt, indem sie den Raffles Country Club aufforderte, sein Grundstück zu räumen, da das Gelände den "geeignetsten Standort" für den Betrieb der HSR-Strecken bietet Nach dem Überqueren der Brücke sollte das Tunnelportal platziert werden, das zu den Tunneln führt, die die HSR zum Endpunkt Jurong East führen würden. Das Gelände muss bis zum 31. Juli 2018 geräumt sein, damit HSR-Übergangsgleise und eine Abstellgleisanlage für die vorübergehende Unterbringung eines Zuges in der Nähe der Grenze aus Sicherheits- oder Betriebsgründen genutzt werden können.
Am 3. November 2011 hatten das Public Utilities Board (PUB) und das Economic Development Board (EDB) beschlossen, schwimmende Solarmodule am Tengeh Reservoir zu installieren, der Teil des 11-Millionen-S$-Projekts ist. Dies ist das erste Solarmodul, das am Stausee / Fluss und am westlichen Wassereinzugsgebiet (befindet sich im Dorf Wrexham) installiert wurde.

### Poyan Reservoir/SAFTI City
Dort wird auch das zukünftige Trainingsgelände SAFTI City (ehemals Poyan Court) angesiedelt sein. Es wird Wohnblocks, Eigentumswohnungen, Einkaufszentren, Unterhaltungsarkaden und Verkehrsknotenpunkte (Bushaltestelle und MRT-Station) umfassen. Im April 2019 wurden einige der Straßen am Poyan Reservoir auch Poyan Drive, Poyan Avenue, SAFTI City Avenue und Danau Grove genannt.

## Insel
Es gibt drei Inseln im westlichen Wassereinzugsgebiet - Pulau Bajau, Pulau Pergam und Pulau Sarimbun. Pulau Bajau ist eine hypsographische Insel im Poyan Reservoir. Es ist Teil des SAFTI Live Firing Area.

## Verkehr
Die Pasir Laba Road ist nur eine kurze Strecke von der Upper Jurong Road entfernt und endet an der Tengah Pumping Station über die SAFTI Live Firing Area, das Pasir Laba Camp und den Multi-Mission Range Complex. Ein Teil der Pasir Laba Road wurde aufgelöst und in Wrexham Avenue umbenannt, wo der Zugang für die Bereiche Matador und M210 eingeschränkt ist.
In diesem Gebiet gibt es nur sehr wenige Busverbindungen in der Nähe - 172, 179, 199, 405 und 975. In der Nähe befinden sich drei MRT-Stationen - Nanyang Gateway, Nanyang Crescent und Peng Kang Hill, die 2028 fertiggestellt werden.

## Politik
Vor den allgemeinen Wahlen von 1997 war es im Wahlkreis Jurong und Chua Chu Kang. Von 1997 bis 2001 wird es von Bukit Timah GRC (Jurong) und Hong Kah GRC (Nanyang/Yew Tee) begrenzt. Von 2001 bis 2011 wird es von West Coast GRC (Pioneer) und Hong Kah GRC (Nanyang/Yew Tee) begrenzt. Von 2011 bis 2020 umgibt es die Grenzen von Chua Chu Kang GRC (Nanyang) und West Coast GRC (Ayer Rajah). Seit den allgemeinen Wahlen im Jahr 2020 befindet es sich vollständig unter der GRC der West Coast, mit Ausnahme der verbleibenden Teile der GRC von Chua Chu Kang, die dann unter eine andere Abteilung fallen werden.